# یه بطری باز کن
«یه بطری باز کن» (به انگلیسی: Crack a Bottle) عنوان ترانه‌ای از امینم، دکتر دره و فیفتی سنت خوانندگان رپ آمریکایی است که در سال ۲۰۰۹ میلادی منتشر شد.